# Прага 4
Прага 4 (чеш. Městská čast Praha 4) — один из административных районов г. Прага, Чехия.
Примыкает к правому берегу реки Влтава, непосредственно к югу от района Прага 2. Площадь 24,19 км² (крупнейший муниципалитет столицы), население — 130 287 (2006). Жилой фонд коммуны, особенно по мере удаления к периферии, представлен в основном панельными домами позднесоветской эпохи, с которыми соседствуют области современной частной застройки. В районе также имеется довольно престижный округ Нусле, примыкающий к району Нове-Место. До 2010 года главным недостатком района в целом было отсутствие линии метро, хотя автодороги поддерживались в хорошем состоянии, в том числе и выезды к трассе на Брно.

## История
Образован в 1960 году, когда в его состав также вошла коммуна Кунратице.

## География
В районе также расположено несколько лесопарков, поэтому он справедливо считается одним из самых зелёных и экологически чистых мест чешской столицы. Крупнейшая зелёная зона района — Кунратицкий лес.

## Образование
В районе Прага 4 функционируют 23 детских сада (mateřská škola) и 21 школа (základní škola).